# Relaxe (droit français)
Ne doit pas être confondu avec Classement sans suite.
Cet article possède un paronyme, voir relaxation.
La relaxe est en droit pénal français une décision prononcée par un tribunal correctionnel, un tribunal de police ou une cour d'appel, lorsque la preuve de la culpabilité d'un prévenu n'est pas établie au cours du procès ou que les poursuites judiciaires dont il fait l'objet sont jugées infondées par le tribunal.
Trois types de relaxe peuvent être distingués dans un jugement du tribunal de police, du tribunal correctionnel ou un arrêt d'une chambre correctionnelle d'une Cour d'appel :
1. La relaxe au bénéfice du doute sur la culpabilité d'un prévenu (suppositions mais insuffisance de preuves).
2. La relaxe au bénéfice de la certitude de l'innocence du prévenu démontrée au cours de l'audience correctionnelle (celui-ci n'a pas commis les faits reprochés).
3. La relaxe fondée sur l'interprétation de ce qui est pénalement condamnable ou non (le prévenu a commis les actions reprochées par l'accusation mais elles ne sont pas jugées comme des infractions par le tribunal)

La relaxe peut parfois faire l'objet d'un appel, mais une fois passés les délais (en principe de dix jours) pour interjeter appel, elle ne peut plus être remise en question et se mue alors en innocence. Lorsqu'elle est prononcée par une Cour d'appel, elle peut également faire l'objet d'un pourvoi en cassation devant la Chambre criminelle de la Cour de cassation dans un délai de cinq jours francs. Si le délai pour se pourvoir en cassation est forclos ou si la Cour de cassation rejette le pourvoi, la relaxe, en plus de revêtir l'autorité de chose jugée, devient alors définitive et acquiert donc la force de la chose jugée. En conséquence de quoi, d'une part la décision de relaxe est opposable à tous (autorité erga omnes), et d'autre part celui qui en bénéficie ne peut plus être poursuivi ou rejugé par aucun moyen pour ces faits, conformément au principe non bis in idem.  
À titre d'exception, la relaxe peut être prononcée par une Cour d'assises lorsqu'elle doit juger un délit connexe à un crime. 
La relaxe est dite générale si plusieurs prévenus comparaissant lors d'un même procès sont tous relaxés. 
Aucune partie n'est recevable à interjeter appel lorsque la décision de relaxe émane d'un tribunal de police, celui-ci statuant en premier et dernier ressort. En revanche, un pourvoi en cassation introduit devant la Chambre criminelle de la Cour de cassation est toujours possible, en vertu de l'article 567 du code de procédure pénale.
La relaxe étant prononcée à l'occasion d'un procès pénal, le ministère public peut interjeter appel d'un jugement de première instance ou se pourvoir en cassation contre un arrêt d'appel décidant d'une relaxe, mais les éventuelles parties civiles ne peuvent pas le faire car elles ne sont pas des parties poursuivantes dans le cadre de l'action publique. Toutefois, les parties civiles peuvent interjeter appel d'un jugement ou se pourvoir en cassation contre un arrêt correctionnel s'agissant des intérêts civils ; il en résulte qu'une relaxe prononcée sur le plan pénal ne fait pas obstacle à ce que l'intéressé soit reconnu civilement responsable et condamné à verser des dommages et intérêts aux victimes si les faits ont causé des préjudices (Cour d’appel d’Aix en Provence, 26 juin 2017, n°15/03971), la faute pénale et la faute civile n'étant en effet pas synonymes. 
Il est à noter que bien que traditionnellement partie poursuivante, le représentant du ministère public (le Procureur de la République ou l'un de ses substituts devant le tribunal correctionnel) peut requérir la relaxe du ou des prévenus à l'audience,. 
Pour les crimes, jugés en cour d'assises, et pour les décisions rendues par les tribunaux maritimes commerciaux, on parle d'acquittement.
Outre éviter la confusion entre la relaxe et l'acquittement, il convient également de la distinguer du non-lieu en ce que ce dernier est prononcé par un juge d'instruction par voie d'ordonnance et non par un tribunal, et a justement pour objet de ne pas renvoyer le mis en cause devant une juridiction. Elle doit aussi être différenciée du classement sans suite, décision du ministère public consistant à ne pas engager de poursuites après le dépôt d'une plainte ou l'auto-saisine du parquet.